# مسابقات فرمول یک فصل ۱۹۹۹
مسابقات فرمول یک فصل ۱۹۹۹ در سال ۱۹۹۹ میلادی برگزار شد. در این مسابقات میکا هاکینن (به انگلیسی: Mika Häkkinen) از تیم مک‌لارن و با موتور مرسدس به قهرمانی رسید  و در مجموع صاحب ۷۶ امتیاز شد.